# Ayesa
Ayesa es un proveedor global de servicios tecnológicos y de ingeniería, fundada en 1966 por José Luis Manzanares Japón. Cuenta con más de 13.200 empleados y presencia directa en 23 países de Europa, América, África y Asia. La compañía desarrolla e implementa soluciones digitales para empresas y administraciones públicas y aplica las últimas tecnologías al diseño y supervisión de infraestructuras. Para ello, cuenta con equipos especializados en más de 70 disciplinas y certificados en tecnologías líderes del mercado, que desempeñan su actividad en el ámbito de las utilities y energía; sector público; banca y seguros; agua y medioambiente; transporte; aeronáutica y defensa; y edificación. 
Su sede central se encuentra en Sevilla y tiene delegaciones en diferentes ciudades españolas: Madrid, Barcelona, Córdoba y Lejona. Además, dispone de filiales en varios países europeos como Reino Unido, Portugal, Italia, Alemania y Polonia. También tiene oficinas en otros países, como Filipinas, India, México, Brasil, Perú, Colombia, Marruecos, Argelia, Panamá, Chile, Ecuador y Arabia Saudita.
Entre sus actuaciones destacan el proyecto de las líneas 1 y 2 del metro de Panamá y los tranvías de Orán y Casablanca la depuradora de Atotonilco (México) y la implantación de un sistema de gestión global para el Ministerio de Economía y Finanzas del Gobierno de Panamá; y en España, la Torre Sevilla, el Puente de Abbas Ibn Firnás y el Puente del Dragón. Actualmente trabaja, entre otros proyectos, en la línea 1 del Metro de Quito, la interventoría del metro de Bogotá y la ampliación del Aeropuerto de Tocumen.

## Historia
Ayesa comienza su actividad en 1966, en Sevilla, con dos ingenieros y cinco colaboradores, y ganó el Modelo Matemático de la red de abastecimiento de Madrid. El año 1973, con un equipo de veinte profesionales, empieza a desarrollar proyectos como el embalse de la Pedrera, receptor del trasvase Tajo-Segura. En 1984, realizó su primer proyecto en el extranjero, los riegos de Santa Elena en Ecuador, y abrió una oficina en Guayaquil. Ese mismo año, Sevilla fue elegida como sede de la Exposición Universal de 1992 y Ayesa, con treinta técnicos, participó en la mayoría de sus proyectos. También diseñó su primer circuito de Fórmula 1 en Jerez.
El año 1991, la empresa sigue involucrada en el proyecto de la Exposición Universal, destacando el puente del Cachorro, a la vez que funda una empresa para el desarrollo de instalaciones TIC. En 1998, Ayesa gana un concurso del AVE Madrid-Barcelona y también contrata los primeros proyectos de la autopista panamericana en Perú. Ese mismo año, se convierte en la primera empresa andaluza especializada en la implementación de SAP y ya cuenta con 140 técnicos.
El año 2003, Ayesa había triplicado su tamaño, funda su delegación en México y ejecuta el proyecto Acueducto II. En 2006, adquiere una ingeniería catalana de procesos químicos, Mediterrània d'Enginyeria (MdE), la cual integra en el grupo, y es el punto de partida para la actividad en el sector industrial. En 2010, la empresa ya tiene delegaciones en Polonia, Marruecos e India, y gana los concursos de dos proyectos en América Latina: la línea 2 del metro de Panamá y la depuradora de Atotonilco en México DF.
En 2011, Ayesa adquiere Sadiel, una consultoría tecnológica especializada en soluciones para el sector público y la distribución eléctrica, con 1 700 técnicos. También logra su primer contrato en el sector aeronáutico, con AIRBUS.
El año 2015 abre una delegación en Londres. El año siguiente, se consolida en el mercado oriental, Arabia Saudita, Emiratos, India y Filipinas. En India es una de las principales ingenierías ferroviarias, con contratos en ocho de los doce metros en construcción. También trabaja para clientes japoneses en el ámbito de la ingeniería química.
En octubre de 2021 dio entrada en su accionariado al fondo de inversión A&M Capital Europe, con el objetivo de duplicar su tamaño en cinco años mediante la adquisición de nuevas firmas.
A comienzos de 2022 adquiere la ingeniería ByrneLooby, para crecer en Reino Unido e Irlanda, y la consultora tecnológica española M2C, especializada en gestión del dato y automatización de procesos.
En agosto de 2022 anuncia la compra del 100% de la tecnológica española Ibermática y en diciembre de 2022 completó la adquisición del 100% de la empresa vasca.